# Biały Bór
Biały Bór /ˈbʲawɨ bur/ (fil)(tyska: Baldenburg, kasjubiska: Biôłé), är en stad i Powiat szczecinecki i Västpommerns vojvodskap i nordvästra Polen, belägen omkring 30 km nordost om distriktshuvudorten Szczecinek. Staden erhöll stadsrättigheter 1382 och är idag administrativt en stads- och landskommun. Staden hade 2 254 invånare inom tätorten år 2014 och den sammanlagda kommunbefolkningen uppgick till 5 356 personer.

## Historia
Området omkring staden tillhörde de samboridiska hertigarna av Pommerellen under 1100-talet och 1200-talet och kristnades troligen av polska missionärer. 1309 tillföll området Tyska orden, som anlade en stad och en borg här i slutet av 1300-talet; troligen fanns vid denna tid redan en slavisk fiskeby i området. År 1382 erhöll staden stadsrättigheter och året därpå omnämns ordensborgen för första gången i skriftliga källor. 
Staden Baldenburg tillföll Polen vid freden i Thorn 1466 och var fram till 1772 en del av kungariket Polen. Under 1600-talet blomstrade väverinäringen i staden, men efter att ha plundrats av svenska trupper och drabbats av pesten 1710 i samband med stora nordiska kriget gick stadens ekonomiska utveckling tillbaka. 1765 drabbades staden av en stor stadsbrand.
Genom Polens första delning 1772 tillföll staden kungariket Preussen, 1818–1919 som del av provinsen Västpreussen och från 1871 även som del av Tyska kejsardömet. 1878 anslöts staden till det tyska järnvägsnätet. Staden tillhörde den mindre del av Västpreussen som förblev tysk efter Versaillesfreden och inordnades i Grenzmark Posen-Westpreussen mellan 1922 och 1938, därefter i provinsen Pommern.
Staden utgjorde en del av den tyska Pommernvallen under slutskedet av andra världskriget och 80 procent av staden förstördes när Röda armén intog den 26 januari 1945. Den tysktalande delen av befolkningen fördrevs till större delen efter kriget, varefter staden återbefolkades av polsk- och ukrainsktalande flyktingar från områdena öster om Curzonlinjen. Sedan dess bär staden sin polska namnform Biały Bór som officiellt namn.
Stadens grekisk-katolska kyrka, ritad av Bogdan Kotarba, stod färdig 1997 och tillhör idag ortens viktigaste arkitektoniska sevärdheter.

## Kända invånare
- Georg Maercker (1865–1924), tysk arméofficer.